# Carsia labradoriensis
Carsia labradoriensis är en fjärilsart som beskrevs av Robert S. Sommer 1898. Carsia labradoriensis ingår i släktet Carsia och familjen mätare. Inga underarter finns listade i Catalogue of Life.